# Hio Miyazawa
Hio Miyazawa (宮沢 氷魚 Miyazawa Hio?,  San Francisco, California, 24 de abril de 1994) es un actor, modelo y tarento japonés, afiliado a LesPros.

## Biografía

### Primeros años
Miyazawa nació el 24 de abril de 1994 en la ciudad de San Francisco, California, pero fue criado en Tokio. Es el hijo mayor del músico Kazufumi Miyazawa, vocalista de la banda The Boom, y la tarento, Dionne Mitsuoka. Miyazawa es 3/4 japonés y 1/4 estadounidense; su madre Dionne es mitad japonesa y mitad estadounidense. Asistió durante dos años a la Universidad de California en Santa Cruz, pero posteriormente se transfirió a la Universidad Cristiana Internacional de Tokio y se graduó de la misma en marzo de 2017.
Miyazawa se interesó en la industria del entretenimiento a una edad temprana tras ver una actuación en vivo de su padre y, mientras aún estudiaba en Estados Unidos, envió su currículum a LesPros y se convirtió en miembro de la agencia en junio de 2015. Ese mismo año, ganó el Gran Prix en la audición número treinta de la revista Men's Non-No, e hizo su debut como modelo exclusivo para dicha revista en la edición de octubre.

### Carrera
Debutó como actor en 2017, con un rol secundario en la segunda temporada del drama Kōnodori. En 2018, Miyazawa protagonizó la serie de drama R134: Shōnan no Yakusoku, siendo este su primer papel protagónico. Más tarde ese mismo año, debutó como actor teatral actuando en la obra Boat. En 2019, continuó apareciendo en diversas series de televisión como Boku no Hatsukoi wo Kimi ni Sasagu, Kakegurui, Gisō Furin, Yattsu Hakamura y la película Kakegurui: Compulsive Gambler.
En 2020, Miyazawa interpretó el rol principal de Shun Igawa en la película de temática LGBT His, en la que actuó junto a Kisetsu Fujiwara, Wakana Matsumoto, Honoka Matsumoto y Kei'ichi Suzuki.

## Filmografía

### Series de televisión
| Año  | Título                             | Rol             | Notas     |
| ---- | ---------------------------------- | --------------- | --------- |
| 2017 | Cecil no Mokuromi                  | Hio Miyazawa    | Rol debut |
| 2017 | Kōnodori                           | Gōrō Akanishi   |           |
| 2018 | Todome no Kiss                     | Michinari Hotei |           |
| 2018 | R134: Shōnan no Yakusoku           | Kōta Suwa       | Principal |
| 2019 | Boku no Hatsukoi wo Kimi ni Sasagu | Kō Suzuya       |           |
| 2019 | Kakegurui                          | Amane Murasamae |           |
| 2019 | Gisō Furin                         | Jyō Banno       |           |
| 2019 | Yattsu Hakamura                    | Residente       |           |

### Películas
| Año  | Título                        | Rol             | Notas     |
| ---- | ----------------------------- | --------------- | --------- |
| 2019 | Kakegurui: Compulsive Gambler | Amane Murasamae |           |
| 2020 | His                           | Shun Igawa      | Principal |
| 2020 | ATEOTD                        |                 |           |
| 2020 | Kiba: The Fang of Fiction     | Hijiri Yashiro  |           |

### Programas de televisión
| Año  | Título                                              | Rol            | Notas |
| ---- | --------------------------------------------------- | -------------- | ----- |
| 2016 | Otona no Kiso Eigo                                  | Yūta Morishima |       |
| 2016 | Shūmatsu no Honne Taimu Kin'yōbi Kurai Home Raretai | Presentador    |       |
| 2017 | Sumika no Koshikake                                 | Narrador       |       |
| 2018 | Sumika no Koshikake: Tokubetsu-hen                  | Narrador       | Cameo |
| 2020 | Mokugeki! Nippon                                    | Narrador       |       |

### Teatro
| Año  | Título                   | Rol        | Notas     |
| ---- | ------------------------ | ---------- | --------- |
| 2018 | Boat                     |            | Rol debut |
| 2018 | Hōjō no Umi              | Isao Īnuma |           |
| 2019 | City                     |            |           |
| 2020 | Pizarro                  | Atahualpa  |           |
| 2020 | Boku no Ana, Kare no Ana | Yo B       |           |

### Videos musicales
| Año  | Artista       | Canción                       |
| ---- | ------------- | ----------------------------- |
| 2015 | Vanilla Beans | "Onna wa Sore o Gaman Shinai" |
| 2017 | Sumika        | "Summer Vacation"             |
| 2020 | Yūko Andō     | "Ichinichi no Owari ni"       |